# Rhipidarctia punctulata
Rhipidarctia punctulata là một loài bướm đêm thuộc phân họ Arctiinae, họ Erebidae.